# Umzimvubu
Umzimvubu es un municipio de la provincia de Cabo Oriental en Sudáfrica, con una población estimada en marzo de 2016 de 199 315 habitantes.
Se encuentra al este de la provincia, cerca de la costa del océano Índico y de la frontera con la provincia de KwaZulu-Natal. 